# 하이포사이클로이드

빨간 색 곡선이 큰 파란 원 안을 도는 검은 원으로 얻어지는하이포사이클로이드이다.

기하학에서 하이포사이클로이드(hypocycloid)는 큰 원 안에서 작은 원을 굴렸을 때 작은 원 위의 정점이 그리는 궤적을 말한다. 직선 위에서 원을 굴렸을 때 얻어지는 사이클로이드와 비교된다.

## 성질
작은 원의 반지름이 r, 큰 원의 반지름이 R = kr일 때, 매개 방정식을 써서 다음과 같이 표현할 수 있다. 
{\displaystyle x(\theta )=(R-r)\cos \theta +r\cos \left({\frac {R-r}{r}}\theta \right)}
{\displaystyle y(\theta )=(R-r)\sin \theta -r\sin \left({\frac {R-r}{r}}\theta \right),}
또는 다음과 같이 쓸 수 있다:
{\displaystyle x(\theta )=r(k-1)\cos \theta +r\cos \left((k-1)\theta \right)\,}
{\displaystyle y(\theta )=r(k-1)\sin \theta -r\sin \left((k-1)\theta \right).\,}
k가 정수이면, 곡선은 닫힌 곡선이 되며, k 개의 뾰족점을 가진다. 특수한 경우로 k=2일 때, 곡선은 직선 모양이 되며, 이 때 카르디노 원이라 한다.
k가 유리수인 경우, k = p/q 꼴로 단순화시킬수 있다면, p 개의 뾰족점을 가진다.
k가 무리수이면, 곡선은 닫히지 않으며, 큰 원과 반지름 R − 2r인 원 사이의 공간을 모두 채운다.
각각의 반지름이 r인 하이포 사이클로이드 곡선은 반지름이 R인 원 안에서 중력퍼텐셜에 대한 최속강하곡선이다.

## 예

하이포사이클로이드의 예

- 파일:K=2-그냥 직선
- k=3 - 델토이드
- k=4 - 아스트로이드
- k=5
- k=6
- k=2.1 (21/10, p=21)
- k=3.8 (19/5, p=19)
- k=5.5 (11/2, p=11)
- k=7.2 (36/5, p=36)

## 군 이론과의 관계
정수 값 k를 가진 하이포사이클로이드, 즉 k개의 뾰족점을 가진 하이포사이클로이드는 k+1개의 뾰족점을 가진 다른 하이포사이클로이드 안에서 꼭 맞게 움직일 수 있으며, 이때 작은 하이포사이클로이드의 점들은 항상 큰 것과 접촉합니다. 이 움직임은 ‘굴림’처럼 보이지만, 미끄러짐이 포함되기 때문에 고전역학적 의미에서의 정확한 굴림은 아닙니다. 
하이포사이클로이드의 형태는 특수 유니터리 군인 SU(k)와 관련될 수 있는데, 이는 행렬식이 1인  k x k  유니터리 행렬로 구성됩니다. 예를 들어, SU(3)에 속하는 행렬의 대각선 성분 합으로 가능한 값들은 복소평면에서 세 개의 뾰족점을 가진 하이포사이클로이드(델토이드) 내부의 점들에 정확히 해당합니다. 마찬가지로, SU(4) 행렬의 대각선 성분 합은 아스트로이드 내부의 점들을 제공합니다. 이러한 방식으로 계속됩니다. 
이 결과를 통해, SU(k)가 SU(k+1)의 부분군으로 포함된다는 사실을 이용하여, k개의 뾰족점을 가진 에피사이클로이드가 k+1개의 뾰족점을 가진 것 안에서 꼭 맞게 움직인다는 것을 증명할 수 있습니다.

## 유도 곡선
하이포사이클로이드의 축폐선은 하이포사이클로이드 자체의 확대된 버전이며, 하이포사이클로이드의 신개선은 하이포사이클로이드의 축소된 복사본입니다. 
하이포사이클로이드의 중심을 극점으로 하는 페달 곡선은 장미곡선입니다. 
하이포사이클로이드의 이소프틱 곡선도 하이포사이클로이드입니다.

## 대중 문화 속의 하이포사이클로이드
하이포사이클로이드와 유사한 곡선들은 **스피로그래프** 장난감을 이용하여 그릴 수 있습니다. 특히, 스파이로그래프는 **히포트로코이드**와 **에피트로코이드**를 그릴 수 있습니다.
**Steelmark**를 기반으로 한 피츠버그 스틸러스의 로고는 세 개의 아스트로이드(**네 개의 뾰족점을 가진 하이포사이클로이드**)를 포함하고 있습니다. NFL.com의 주간 칼럼 "Tuesday Morning Quarterback"에서 Gregg Easterbrook은 종종 스틸러스를 "**하이포사이클로이드**"라고 부릅니다. 칠레의 축구 팀 **CD 후아치파토**는 스틸러스의 로고를 기반으로 그들의 **문장을 디자인했으며**, 그 결과 하이포사이클로이드를 포함하고 있습니다.
Drew Carey가 처음 진행한 시즌의 “The Price Is Right” 세트는 세 개의 주요 문, 거대한 가격표, 그리고 턴테이블 영역에 아스트로이드를 특징으로 합니다. 2008년부터 방송이 고화질로 전환되면서 문과 턴테이블의 아스트로이드는 제거되었고, 현재는 거대한 가격표 소품에만 남아 있습니다.

## 같이 보기
- 에피사이클로이드